# Yuka Keichō
Yuka Keichō (慶長 佑香 Keichō Yuka?, nacida el 16 de junio) es una seiyū japonesa afiliada con Haikyō.

## Voces interpretadas
Los roles de importancia están escritos en negritas.

### Anime
2010
- Ōkami-san to Shichinin no Nakama-tachi (Chica estudiante C - ep 6)

2011
- Cross Fight B-Daman (Profesora Yamashiro)
- Yumekui Merry (Yumeji Fujiwara - niña)
- Hanasaku Iroha (Consumidora de la Taberna B - ep 25, Mana Oshimizu - eps 18-19, Enfermera - ep 8, Recepcionista - ep 9, Moza B - ep 20)
- Hōrō Musuko (Madre de Yoshino Takatsuki)
- JoJo's Bizarre Adventure (Reina Elizabeth I - ep 5)
- Shakugan no Shana III: Final (Yu Xuan, Zemnya)
- Uta no Prince-sama - Maji Love 1000% (Chica estudiante - ep 1)

2012
- Inu × Boku SS (Mujer 3 - ep 1)
- Kuromajo-san ga Tōru!! (Seiya Hazuki)
- Little Busters! (Mujer relativa B - ep 17)
- Koi to Senkyo to Chocolate (Yūki Ōjima - niña)
- Lupin III: La mujer llamada Mina Fujiko (Isolde Brach - ep 6)
- Tari Tari (Anunciadora - ep 5, Gamba amarillo - ep 9, Profesora Ogawa - ep 1)
- Ano Natsu de Matteru (Maestra - ep 1)
- Mōretsu Uchū Kaizoku (Kachua)
- High School DxD (Bürent)

2013
- Doki Doki! PreCure (Maestra de cuidado de la salud - ep 12, Madre de Michiko - ep 1, Madre - ep 29)
- Kotoura-san (Maestra del jardín de infantes - ep 1)
- Kuromajo-san ga Tōru!! 2 (Seiya Hazuki)
- Ore no Kanojo to Osananajimi ga Shuraba Sugiru (Maestra - ep 9)
- Kami-sama no Inai Nichiyōbi (Kate Ann - eps 10-12, Mageeta - ep 7)
- Yozakura Quartet ~Hana no Uta~ (Noriko Shiina - ep 2)

2017
- Kino no Tabi -the Beautiful World- (Madre de Sakura - ep 10)

### Series
2010
- Victorious (Madre de Tori Vega - doblada)

### Videojuegos
2012
- Resident Evil: Operation Raccoon City (Chica de la fiesta - doblada)